# Gytis Masiulis
Gytis Masiulis (Kaunas, 10 de abril de 1998) es un baloncestista lituano que pertenece a la plantilla del BC Rytas de la Lietuvos Krepšinio Lyga. Con 2,06 metros de estatura, juega en la posición de ala-pívot.

## Trayectoria deportiva
Gytis es hijo del ex-baloncestista Tomas Masiulis, ganador de la medalla de bronce en los Juegos Olímpicos de Sídney 2000. Gytis se formó en la cantera del Žalgiris Kaunas, al firmar en 2014 por  el BC Žalgiris-2. 
El 28 de mayo de 2020, Masiulis fue cedido a Fraport Skyliners de la Basketball Bundesliga.
En verano de 2020, tras acabar su contrato con Žalgiris Kaunas, se compromete con Krepšinio klubas Lietkabelis de la LKL.
En la temporada 2020-21, disputa la LKL y la Eurocup, firmando alrededor de 12 puntos y 6 rebotes por partido en cada competición.
El 7 de julio de 2021 se hizo oficial su fichaje por el RETAbet Bilbao Basket de la Liga ACB por una temporada.
El 4 de julio de 2022, firma por el BC Rytas de la Lietuvos Krepšinio Lyga.

### Selección nacional
Es internacional en las categorías inferiores de la selección de baloncesto de Lituania, con las que conseguiría la medalla de plata en el Europeo Sub-18 de Turquía de 2016 y un año antes la medalla de bronce en el Europeo Sub-18 de Grecia 2015.